# The Leaving of Lawrence
The Leaving of Lawrence è un cortometraggio muto del 1915 diretto da Giles Warren.

## Produzione
Il film fu prodotto dalla Selig Polyscope Company.

## Distribuzione
Distribuito dalla General Film Company, il film - un cortometraggio in una bobina - uscì nelle sale cinematografiche statunitensi il 31 agosto 1915.